# Bồ câu Việt Nam

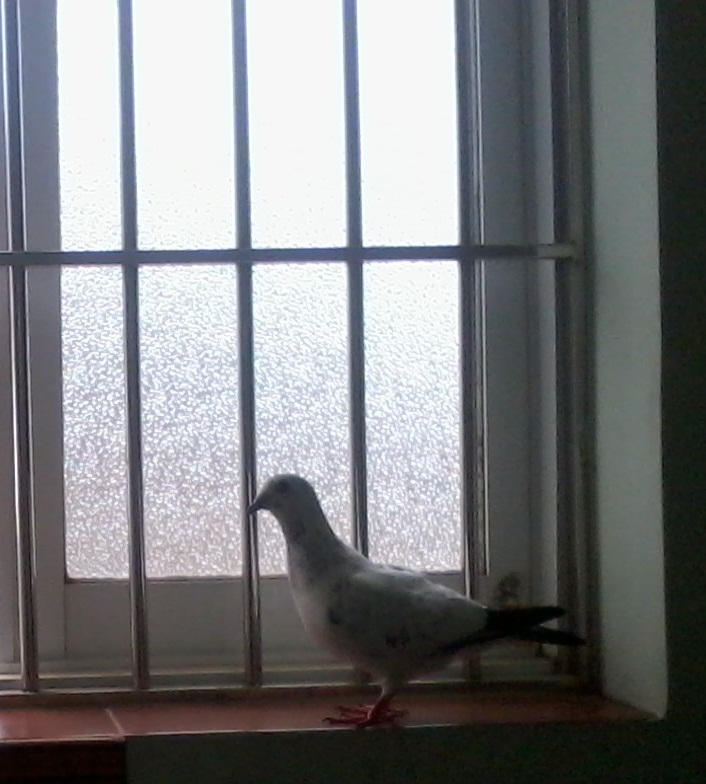
Một con chim bồ câu ta ở Bình Hưng Hòa A, Bình Tân

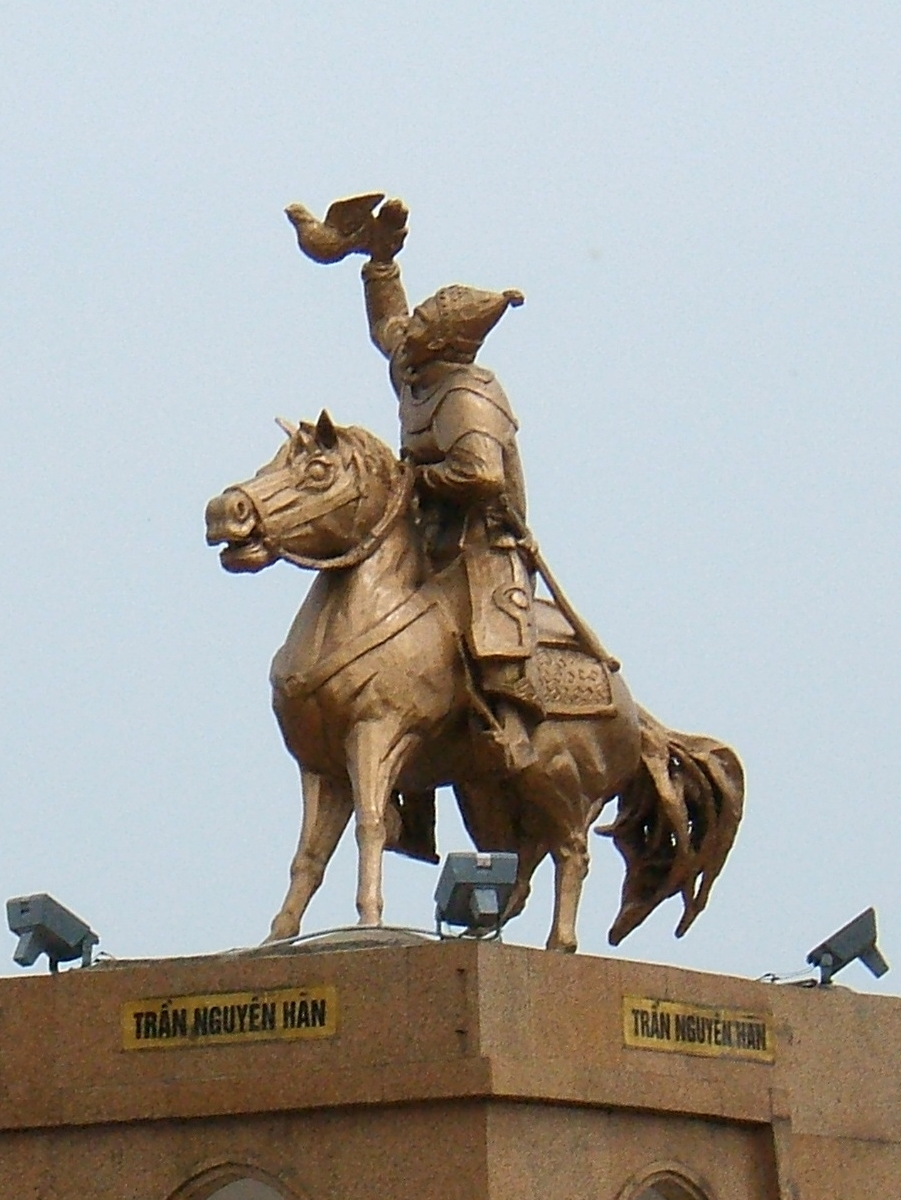
Tượng danh tướng Trần Nguyên Hãn đang cưỡi ngựa tung một con bồ câu

Bồ câu Việt Nam hay còn gọi là bồ câu ta, bồ câu nội, bồ câu VN1 là một giống bồ câu nhà có nguồn gốc nội địa ở Việt Nam, chúng phân bố rãi rác khắp Việt Nam. Hiên nay, giống bồ câu ta (bồ câu VN1) được Nhà nước Việt Nam công nhận là một giống vật nuôi được phép sản xuất, kinh doanh rộng rãi tại Việt Nam.

## Đặc điểm

### Mô tả
Màu lông không đồng nhất, chủ yếu màu lông đen, trắng, nâu, khoang, xanh nhạt, cườm trắng. Bồ câu ta là loài chim có nhiều biến dị về màu lông, xanh nhạt, xanh thẫm, trắng, nâu nhạt, lông cườm trắng hoặc lốm đốm, nhìn chung Màu lông không đồng nhất, chủ yếu màu lông, đen, trắng, nâu, khoang, xanh nhạt, cườm trắng. Chim bồ câu ta chỉ đạt khối lượng từ 300-400gam/con, trung bình đạt 350-400 gam lúc trưởng thành. Chim trống thường có khối lượng lớn hơn chim mái, mình dày, cơ bắp lớn hơn, đầu và chân to hơn chim mái Bồ câu ta năng suất thịt còn thấp, nhưng thịt bồ câu ta ngon và bổ, thịt chắc, thơm ngon, khi bồ câu ra ràng hay ra giàng (28 ngày tuôi), thịt chứa 17,5% protein, 3% lipid.. Trong chọn giống nên chọn chim bồ câu giống không có dị tật, nhanh nhẹn, có lông bụng dày mượt. 

### Sinh trưởng
Chim sinh trưởng khỏe, khá mắn đẻ, mỗi năm đẻ 5-6 lứa và trung bình mỗi năm đẻ 6-7 lứa, khối lượng trứng từ 16-18gam/quả, đẻ từ 5-6 lứa/năm, sản lượng trứng đạt 10-12 quả/mái/năm.trong chăn nuôi chim bồ câu thường đẻ 8 lứa/1 năm, mỗi lứa được 2 trứng. Thời gian ấp trứng 15 ngày là nở và nuôi cho đến 1 tháng là có thể xuất bán. Chim mới nở nặng 12-16 gam, trên thân mình rất ít lông tơ, ít cử động, mắt nhắm nghiền, không tự mổ được thức ăn mà phụ thuộc vào sự mớm mồi cửa chim bố và chim mẹ bằng sữa diều và sau 7-8 ngày là hỗn hợp sữa và hạt, từ 12 ngày trở đi hoàn toàn là hạt. Sau 30 ngày tuổi chim con đạt khối lượng 350-370 gam. Thời kỳ đầu (0-12 ngày tuổi) chim lớn rất nhanh, sau đó chậm lại.

### Tập tính ăn
Thức ăn của chim bồ câu ta chủ yếu là đậu, lúa, gạo, rất đơn giản chỉ là lúa, ngô không tốn kém về thức ăn như các loài vật nuôi khác. Trong quá trình nuôi chim, tùy thuộc vào từng giai đoạn sinh trưởng mà có chế độ ăn khác nhau, nếu chim trong thời kỳ sinh sản cần cho chúng ăn thêm thức ăn công nghiệp, nhằm bổ sung khoáng chất và vitamin. Việc nuôi bồ câu ta chủ yếu theo hình thức thả tự do, thả rông tại nhiều vùng quê hay duy trì mô hình nuôi bồ câu thả tự do.

## Chăn nuôi

### Kỹ thuật
Nuôi chim bồ câu không khó, không mất nhiều thời gian chăm sóc, chi phí nuôi thấp, mà lợi nhuận thu về rất khả quan. Để nuôi chim bồ câu đạt hiệu quả cao thì khâu quan trọng nhất là chọn giống. Chuồng nuôi cần phải thoáng mát về mùa hè và ấm áp về mùa đông, phải có mái che nhưng cũng phải có đủ ánh sáng mặt trời, có ổ cho chim mái đẻ trứng và phải thường xuyên vệ sinh chuồng nuôi.
Không nên nuôi chim với mật độ dày, đối với chim sinh sản mật độ nuôi sáu con/m2, chim trưởng thành 10 con/m2. Nếu nuôi chim lấy thịt thì tách mẹ từ 15-18 ngày, còn chim làm giống thì sau 1 tháng mới tách khỏi mẹ. Quan tâm đến thời gian cho ăn, nên cho chim ăn ngày 2 lần vào một thời điểm nhất định buổi sáng 8h và buổi chiều 16h đẻ tập thói quen cho chim cứ đến giờ là bay về để ăn, cần làm máng cho chim uống nước và phải thay nước sạch thường xuyên.

### Tình hình
Bồ câu ta không phải là giống vật nuôi mới, nhưng với ưu điểm dễ nuôi, chi phí thấp và cho thu nhập cao, bền vững, đây là vật nuôi có nhiều triển vọng. Chúng được nuôi nhiều theo hình thức thả rông. Hiện nay, [Bồ câu Pháp] có nhiều đặc điểm lợi thế hơn hẳn (cao hơn giống chim bồ câu ta nuôi ở địa phương 200-250 g/con) nên đã và đang được ưa chuộng để nuôi ở các trang trại với số lượng lớn và theo hướng [chăn nuôi công nghiệp].
Ở Nghệ An, nhiều người có thu nhập ổn định từ nuôi chim bồ câu ta, Ở xóm Phong Kháng, xã Hưng Hòa, thành phố Vinh, tỉnh Nghệ An đang phát triển mô hình nuôi chim bồ câu ta đem lại nguồn thu nhập ổn định cho người dân, có lãi 45 - 50 triệu đồng từ bồ câu nuôi thịt và bán giống. Trước đây người dân nuôi chim bồ câu chủ yếu là làm cảnh cho vui cửa, vui nhà. Nhưng bây giờ nuôi chim đang là một nghề hái ra tiền bởi đầu tư thấp mà hiệu quả kinh tế thu về lại cao. Đã có rất nhiều hộ thành công với mô hình này như ở xã Thái Thịnh, Hòa Bình, tỉnh [Hòa Bình] name="ccptnt.lamdong.gov.vn"/>. Trên địa bàn huyện Lộc Bình, [Lạng Sơn] cũng có nhiều gia đình lựa chọn mô hình nuôi chim bồ câu ta để phát triển kinh tế vì nuôi chim bồ câu ta chi phí thấp, thu nhập cao. Nuôi chim bồ câu ta ban đầu khó nhưng khi nắm được kỹ thuật nuôi và tập tính của chúng thì đơn giản. Đặc biệt là vốn đầu tư cho mô hình thấp, chim bồ câu ít bị dịch bệnh nên ai cũng có thể nuôi được.